# Martina Samadan
Martina Samadan, née le 11 septembre 1993 à Split (Croatie), est une volleyeuse internationale croate évoluant au poste de centrale. 
Elle mesure 1,93 m et joue pour l'équipe de Croatie depuis 2018.

## Biographie

### Carrière en club
Formée à l'Université de Seattle aux États-Unis, sa carrière professionnelle débute avec le club roumain de CV Alba-Blaj lors de la saison 2016-2017, et avec lequel elle remporte le doublé Championnat-Coupe de Roumanie. La saison suivante, elle s'engage avec un club de son pays : le Mladost Zagreb où elle réalise un nouveau doublé Championnat -Coupe nationale. En 2018, elle signe au Imoco Volley. Six mois plus tard, elle est transférée dans un autre club italien : le FV Busto Arsizio avec lequel elle remporte la Coupe de la CEV 2019,. Au cours de la saison 2019-2020, elle est finaliste de la Coupe d'Allemagne avec l'Allianz MTV Stuttgart.
En 2022, elle s'engage avec le club français des Neptunes de Nantes et découvre son 5e championnat européen.

### En sélection
Membre de l'équipe de Croatie depuis 2018, elle est la capitaine de la sélection qui remporte la Challenger Cup 2022. Elle est également finaliste de la Ligue d'or européenne en 2021 et médaillée de bronze de cette même épreuve en 2022.

## Clubs
| Club                  | De        | À         |
| --------------------- | --------- | --------- |
| CV Alba-Blaj          | 2016-2017 | 2016-2017 |
| Mladost Zagreb        | 2017-2018 | 2017-2018 |
| Imoco Conegliano      | août 2018 | déc. 2018 |
| FV Busto Arsizio      | jan. 2019 | juin 2019 |
| Allianz MTV Stuttgart | 2019-2020 | 2019-2020 |
| Savino Del Bene       | 2020-2021 | 2020-2021 |
| Mladost Zagreb        | 2021-2022 | 2021-2022 |
| Neptunes de Nantes    | 2022-2023 | 2022-2023 |
| Panathinaikos         | 2023-2024 | en cours  |

## Palmarès
| Croatie                                                                    |
| -------------------------------------------------------------------------- |
| - Challenger Cup : - : 2022. - Ligue d'or européenne : - : 2021. - : 2022. |

| Roumanie | Croatie                                                                                                 | Italie | Allemagne                                                                               |
| --- | --- | --- | --------------------------------------------------------------------------------------- |
| - Championnat de Roumanie (1) : - Vainqueur : 2017. - Coupe de Roumanie (1) : - Vainqueur : 2017. - Supercoupe de Roumanie : - Finaliste : 2016. | - Championnat de Croatie (2) : - Vainqueur : 2018 et 2022. - Coupe de Croatie (1) : - Vainqueur : 2018. | - Ligue des champions : - Finaliste : 2019. - Coupe de la CEV (1) : - Vainqueur : 2019. - Championnat d'Italie (1) : - Vainqueur : 2019. - Coupe d'Italie : - Finaliste : 2019. - Supercoupe d'Italie (1) : - Vainqueur : 2018. | - Coupe d'Allemagne : - Finaliste : 2020. - Superoupe d'Allemagne : - Finaliste : 2019. |

### Distinctions individuelles
en sélection : 
- 2022 : Ligue d'or européenne — Meilleure attaquante.

en club :
- 2017-2018 : Ligue européenne de la MEVZA — Meilleure bloqueuse.
- 2019-2020 : Bundesliga — Meilleure attaquante.
- 2021-2022 : Ligue européenne de la MEVZA — Meilleure centrale.

## Autres activités
Martina Samadan fut également une joueuse de beach-volley. En 2011, elle participe au Championnat d'Europe des moins de 20 ans en duo avec Zrinka Sutalo.